# Kerman
|  | Per a altres significats, vegeu «Kerman (desambiguació)». |

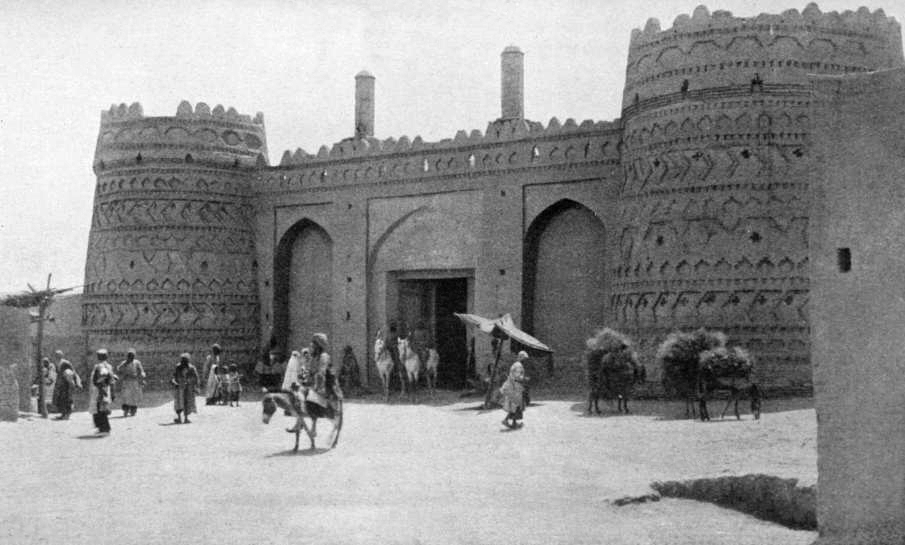
La porta de Masjid per la qual va entrar Agha Mohammad Khan.

Kerman és una ciutat de l'Iran. És el centre de la província de Kerman. Situat en una gran plana a 1.076 km al sud de Teheran, capital de l'Iran. L'any 2005 tenia 533.799 habitants.
El seu nom antic fou Guwashir i fou una ciutat probablement fundada per Artaxerxes I amb el suposat nom de Beh Ardashir. A l'edat mitjana es va dir Bardsir (o Bardasir). Abu Ali Muhammad ibn Ilyas (vers 933-966) fundador de la dinastia Ilyàsida de Kirman, va establir la capital a Bardsir, traslladant-la des de Sirdjan. Al segle xi era una ciutat petita però la rodalia era molt fèrtil. Al segle xii havia crescut i s'havia dotat de muralles. Al segle xvi va agafar el nom de Kerman que conserva, si bé portava el malnóm de Dar al-aman. Una de les ciutats satelits a uns 40 km al sud porta el nom de Bardsir.
El districte de Bardsir que va existir almenys sota els safàvides, no incloïa la ciutat de Kerman, i tenia per capital a Mashiz.